# Frailea chiquitana
Frailea chiquitana là một loài thực vật có hoa trong họ Cactaceae. Loài này được Cárdenas mô tả khoa học đầu tiên năm 1951.